# Scandinavian Raceway
Koordinati:   57°15′55″N, 13°36′15″E
Scandinavian Raceway je dirkališče, ki leži blizu švedskega mesta Anderstorp. Med letoma 1973 in 1977 je gostilo dirko Formule 1 za Veliko nagrado Švedske.

## Zmagovalci
| Leto | Dirkač          | Moštvo             | Poročilo |
| ---- | --------------- | ------------------ | -------- |
| 1978 | Niki Lauda      | Brabham-Alfa Romeo | Poročilo |
| 1977 | Jacques Laffite | Ligier-Matra       | Poročilo |
| 1976 | Jody Scheckter  | Tyrrell-Ford       | Poročilo |
| 1975 | Niki Lauda      | Ferrari            | Poročilo |
| 1974 | Jody Scheckter  | Tyrrell-Ford       | Poročilo |
| 1973 | Denny Hulme     | McLaren-Ford       | Poročilo |